# Euphorbia gregaria
Euphorbia gregaria är en törelväxtart som beskrevs av Hermann Wilhelm Rudolf Marloth. Euphorbia gregaria ingår i släktet törlar, och familjen törelväxter. Inga underarter finns listade i Catalogue of Life.